# Flora und Vegetation der Kanarischen Inseln
Die Flora der Kanarischen Inseln zeichnet sich durch eine hohe Artenvielfalt und zugleich einen hohen Anteil an endemischen Pflanzenarten aus. Nach aktuellen Schätzungen gibt es auf den Kanaren rund 2.000 Pflanzenarten. In der Vegetationskunde werden die Kanaren zusammen mit Madeira der Makaronesischen Region zugerechnet. Die Zugehörigkeit der Kapverdischen Inseln bzw. auch der Azoren zu diesem Element ist umstritten.

## Historie
Der Botaniker Philip Barker Webb gab in den Jahren 1835–1850 mit Sabin Berthelot und Alfred Moquin-Tandon die Histoire naturelle des Iles Canaries heraus.

## Geographische und klimatische Bedingungen

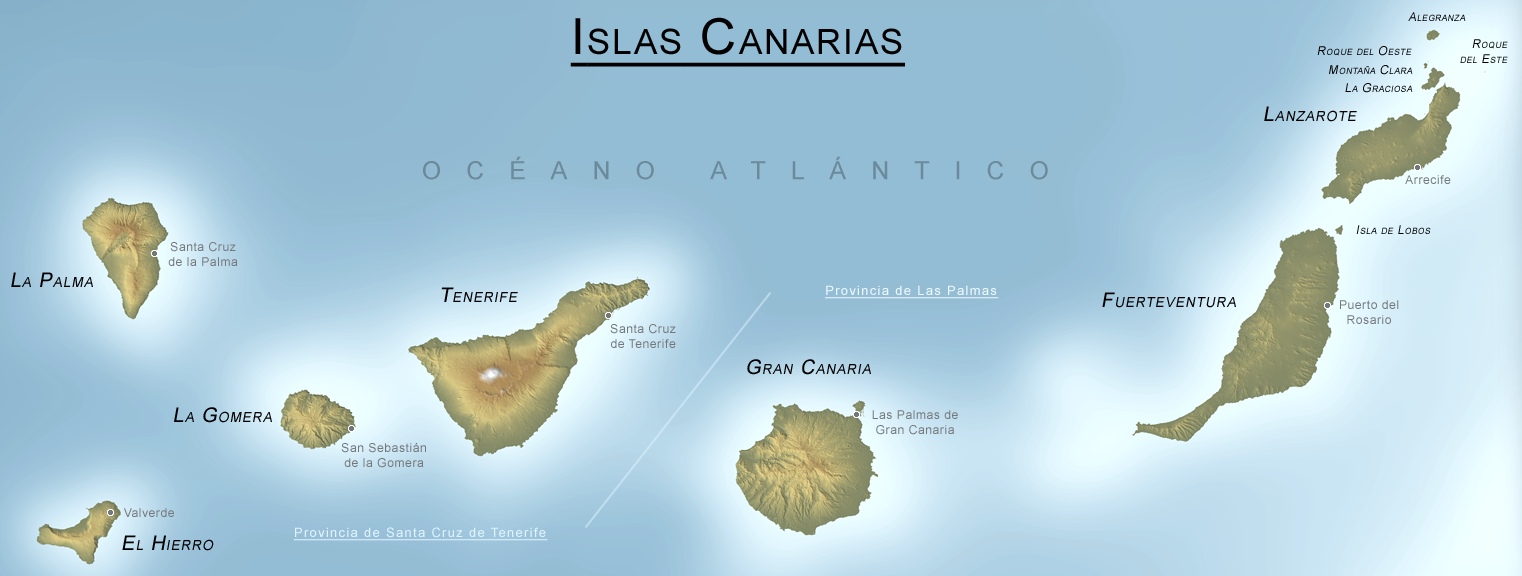
Die sieben Hauptinseln des Kanarischen Archipels

Die Geographie der atlantischen Inseln wird durch ihre Lage in subtropischen Breiten und ihre Nähe zu Afrika bestimmt. Lanzarote liegt nur 140 Kilometer westlich der marokkanischen Küste.
Die Inseln sind vollständig vulkanischen Ursprungs, waren nie mit dem Festland verbunden und verdanken ihre Entstehung im Tertiär einer Schwächezone der Erdkruste. Der Pico del Teide auf Teneriffa ist mit 3.718 Metern der höchste Berg des Archipels. Die östlichste Insel Lanzarote ist schätzungsweise vor 19 Millionen Jahren entstanden und die älteste und flachste Insel der Gruppe. El Hierro besteht seit weniger als einer Million Jahre.
Das Klima ist sehr vielgestaltig. Einerseits sorgen der Nordostpassat sowie die Meeresströmungen für einen ausgleichenden Einfluss. Andererseits existiert eine Klimarhythmik mit sommerlichen Trockenperioden und winterlichen Regenfällen, die an den Nord- und Südseiten der Inseln jedoch vielfältig abgewandelt ist.
Auf den östlichen Inseln, aber auch in der unteren Stufe – insbesondere der Südseite – der restlichen Inseln liegen die jährlichen Niederschläge oft deutlich unter 200 mm. Auf den anderen fünf Hauptinseln stauen sich an den Nordostseiten die Passatwolken in einer Höhe zwischen 600 und 1.500 Metern und sorgen für Niederschlagsmengen bis zu 1.000 mm. Hinzu kommt noch die Feuchtigkeit aus Nebelkondensation. Oberhalb dieser Stufe nimmt die Niederschlagsmenge wieder ab. In der höchsten Gebirgsstufe werden nur mehr 300 mm gemessen.
Die Temperaturen der unteren Höhenstufe, besonders der Nordseiten, sind sehr ausgeglichen und schwanken im Jahr zwischen 15 °C und 20 °C bei einem Durchschnitt von 18 °C. In den höchsten Gebirgsregionen fallen die Durchschnittswerte auf rund 9 bis 10 °C und es ist auch mit Frösten und Schneefall zu rechnen.

## Artenvielfalt

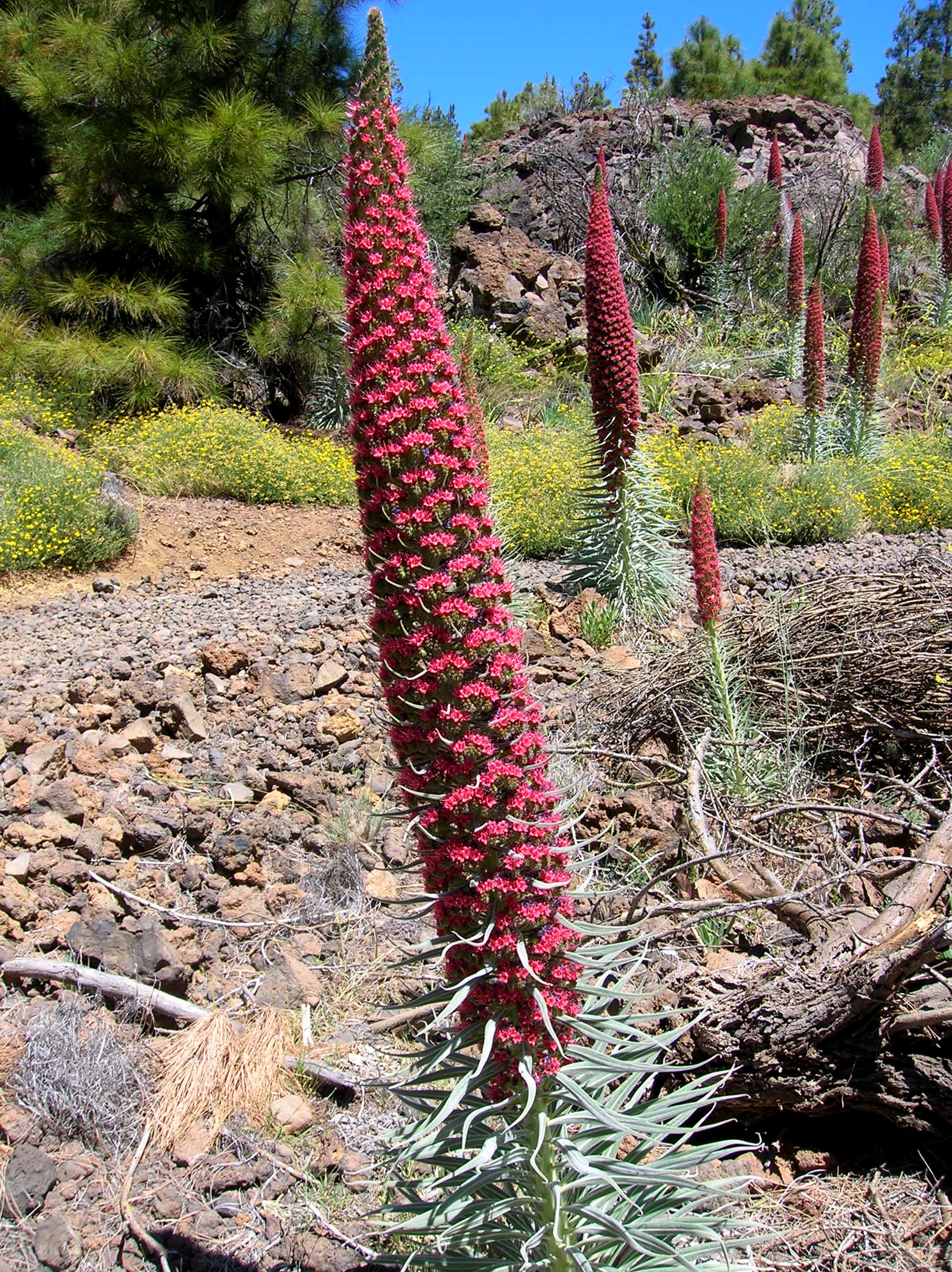
Der Blütenstand von Wildprets Natternkopf (Echium wildpretii) erreicht Wuchshöhen von bis zu 3 Metern

Aufgrund der vielfältigen Lebensräume und starken Höhenzonierung sowie der Abgeschiedenheit konnte sich eine hohe Artenvielfalt entwickeln.
Das Ausbleiben verschiedener klimatischer Veränderungen, wie etwa Eiszeiten, sorgte für den Fortbestand vieler Reliktarten. Diese Endemiten werden auch als Paläoendemiten bezeichnet.
Aufgrund der auf kleinem Raum sehr verschiedenartigen Umweltbedingungen, etwa Niederschlagsmenge, Höhe, Luftfeuchtigkeit oder Substrat, konnten sich durch evolutionäre Prozesse (Adaptive Radiation) neue Arten bilden. Dies wurde zusätzlich durch die geographische Isolation ermöglicht. Diese Gruppe von Pflanzen werden den Neoendemiten zugerechnet.

### Endemismus
Die Anzahl der endemischen Lebewesen fällt für verschiedene Gruppen sehr unterschiedlich aus. Von den Algen stellen weniger als 9 Prozent endemische Taxa da. Bei den Pilzen sind es etwa 10 %. Ähnlich ist die Situation bei den Moosen mit 5,6 Prozent. Den größten Anteil stellen die Gefäßpflanzen (Tracheobionta) mit 575 makaronesischen Endemiten, wovon 514 kanarische Endemiten sind. Somit beträgt der Anteil an kanarischen Endemiten 25,9 Prozent, wovon wiederum 57 Prozent ausschließlich auf einer Insel vorkommen. Eine Sonderstellung nimmt hierbei Teneriffa ein, da nur hier aufgrund von Höhe und Fläche sämtliche Vegetationszonen voll ausgeprägt sind.
Erwähnenswert sind noch die Gattungen Echium und Aeonium, die mit 24 bzw. 35 endemischen Arten ihr Mannigfaltigkeitszentrum auf den Kanarischen Inseln haben. Die Familie der Zistrosengewächse ist mit ungefähr 30 genetisch unterscheidbaren endemischen Populationen der beiden Gattungen Cistus und Helianthemum vor allem im Westteil der Inselgruppe vertreten.

## Florenbeziehungen

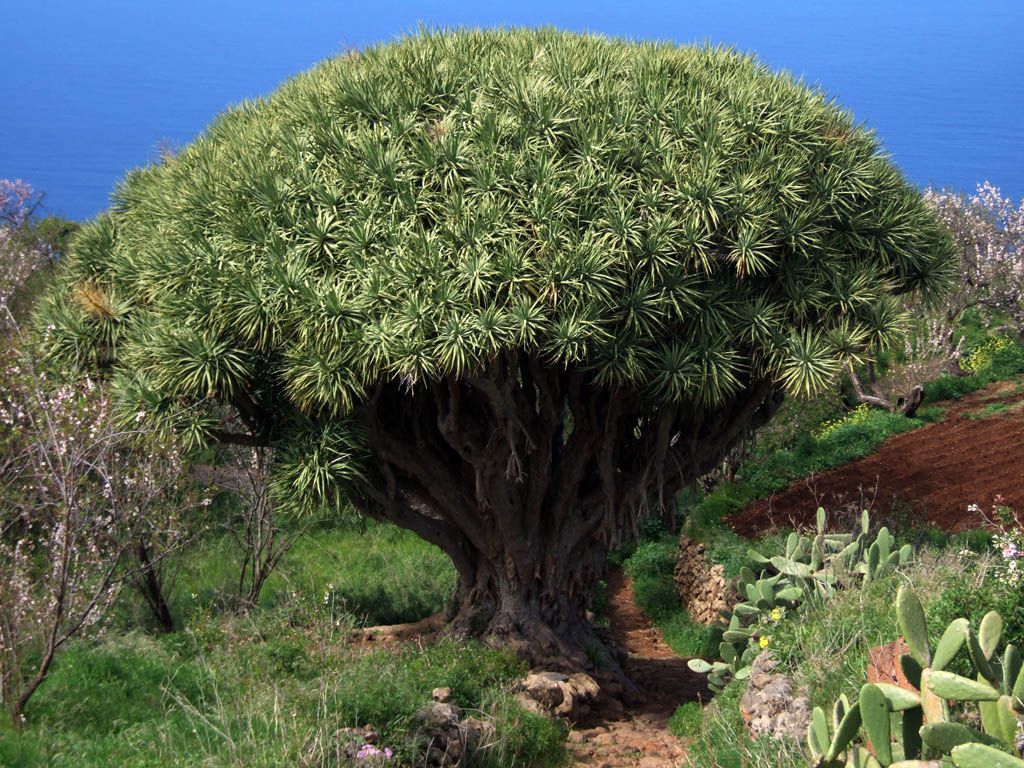
Vorfahren des Kanarischen Drachenbaums (Dracaena draco) stammen aus Afrika

Der Bestandteil an autochthonen Gefäßpflanzen wurde aus zwei Quellen gespeist:

### Mesogenes Kontingent
Zum mesogenen Kontingent zählt die Flora, die sich an den Rändern des ehemaligen Tethys-Meers, im Bereich des heutigen Mittelmeers, entwickelte. Die Pflanzen wiesen tropische und subtropische Merkmale auf, die auch in Europa verbreitet waren, aber durch das Vordringen der Gletscher im Quartär drastisch eingeschränkt wurden. Nachfahren dieser Arten sind in den Lorbeerwäldern der Inseln anzutreffen, wie etwa Laurus azorica und Ilex canariensis.

### Afrikanisches Kontingent
Heutige Arten aus diesem Kontingent gehen auf xerophile Arten der Randflora, die sich einst von Südafrika bis in den Norden des Kontinents erstreckte, zurück. Sie sind aufgrund ihrer Eigenschaften vor allem in niederen, trockenen Zonen anzutreffen. Dazu gehören Vertreter der Gattungen Dracaena, Euphorbia, Aeonium und Ceropegia.

## Vegetation

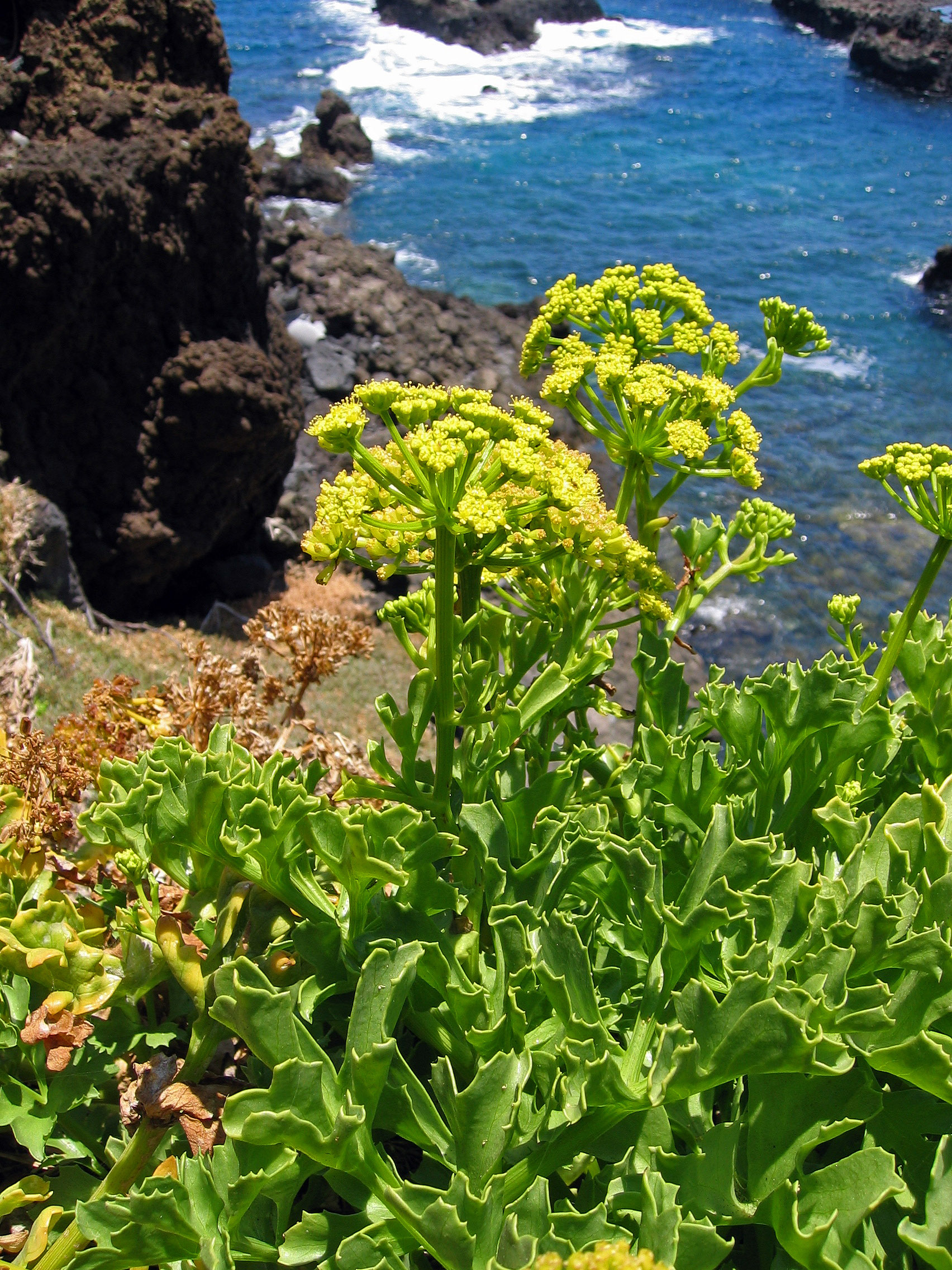
Astydamia latifolia ist ein typischer Bewohner der Spritzwasserzone

Für die Inselgruppe werden üblicherweise vier Höhenstufen mit niederschlagsabhängigen Varianten unterschieden: infrakanarisch, thermokanarisch, mesokanarisch, suprakanarisch. Nur für Teneriffa wird noch eine fünfte, höchste Stufe angegeben: orokanarisch.
Die folgenden Vegetationsstufen, die expositionsbedingt zum Teil sehr unterschiedliche Höhengrenzen aufweisen, orientieren sich an den Angaben von Rivas-Martínez.

### Küstenvegetation
Die Küstenvegetation nimmt eine Sonderstellung ein, da diese nicht von klimatischen Faktoren, sondern von der Bodenbeschaffenheit bzw. der chemischen Zusammensetzung bestimmt wird. Man bezeichnet dies auch als azonale Vegetation.

#### Halophiler Gürtel
Die Sprühzone der Steilfelsen wird von halophytischen Zwergsträuchern mit geringer Bodendeckung dominiert. Charakteristisch ist ein instabiler, poröser Untergrund, wodurch die Pflanzen auf Spalten in den Basaltböden und Flächen mit geringer Hangneigung, die etwas Erde zurückhalten, beschränkt sind. Typische Arten sind: Astydamia latifolia, Frankenia ericifolia, Lycium intricatum, Schizogyne sericea, Limonium pectinatum und Argyranthemum frutescens.

#### Psammophile Vegetation
Sandpflanzen wachsen vor allem auf Lanzarote, Fuerteventura und Gran Canaria, wo auch Sandflächen und Wanderdünen vorhanden sind. Zu den repräsentativsten Arten dieser Vegetation zählen: Traganum moquinii, Chenoleoides tomentosa, Polycarpaea nivea, Polygonum maritimum oder auch Strand-Wolfsmilch (Euphorbia paralias).

### Sukkulentenbusch der infrakanarischen Stufe

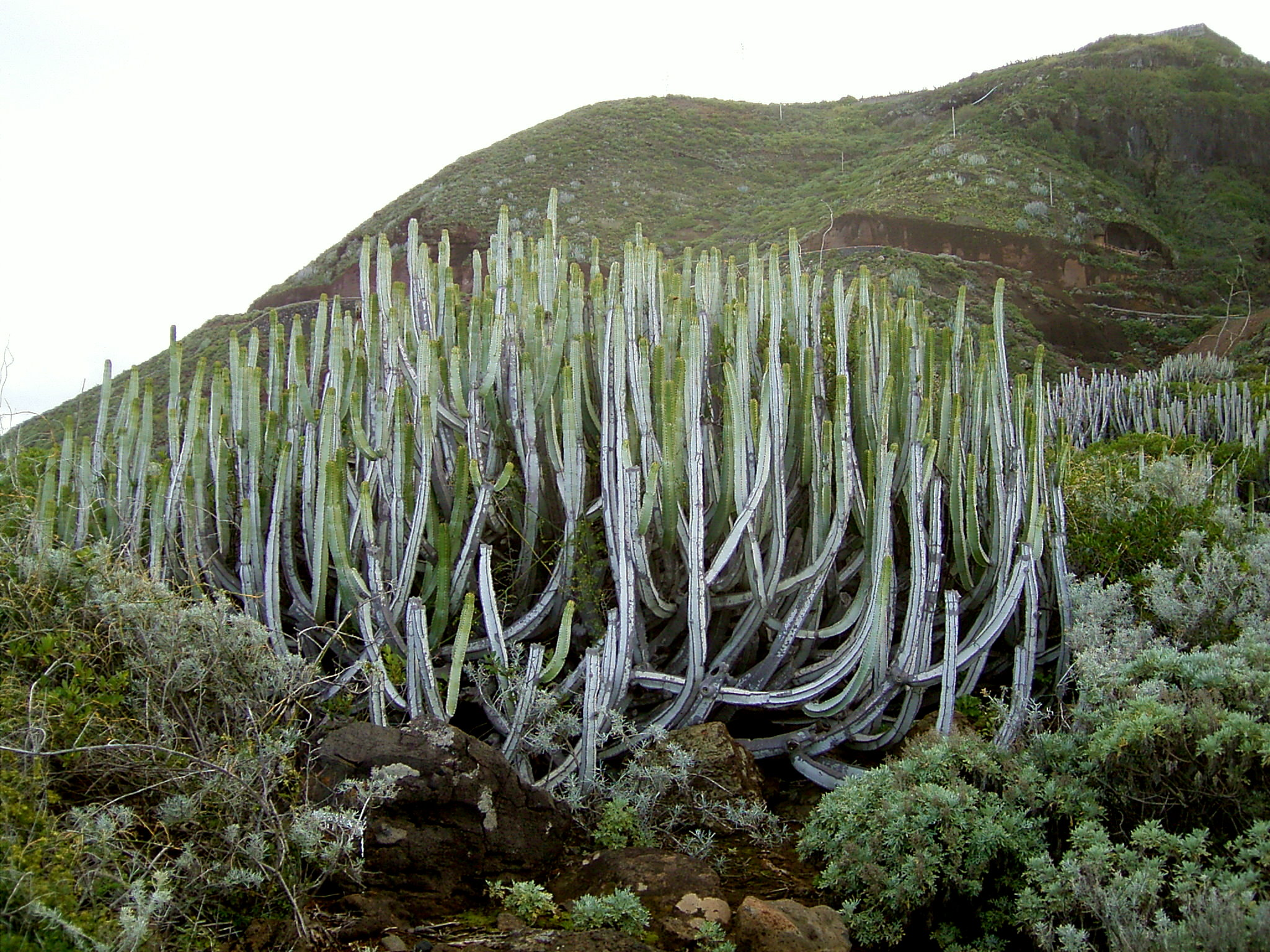
Das kakteenähnliche Wolfsmilchgewächs Euphorbia canariensis

In Höhen bis 800 Metern (in der Nordlage nicht höher als 400, in Südlagen bis 800 Meter) herrscht auf allen Inseln bei Jahresniederschlägen unter 300 mm große Trockenheit. Auch große Hitze und intensive Sonneneinstrahlung sorgen für extreme Lebensbedingungen. In diesem arid-semiariden Klima dominieren Pflanzen, die Anpassungsstrategien wie Sukkulenz, Blattabwurf, Verringerung der Blattoberfläche oder Haarbildung aufweisen.
Bestandsbildend sind hier vor allem sukkulente, kakteenähnliche Wolfsmilchgewächse wie Euphorbia canariensis oder während der in der sommerlichen Trockenzeit laubabwerfende Strauch Euphorbia balsamifera. Auch andere Familien wie die Seidenpflanzengewächse (Asclepiadoideae) stellen sukkulente Vertreter wie etwa Arten der Gattung Ceropegia. Sehr weit verbreitet ist auch der sukkulente Korbblütler Senecio kleinia. Weitere typische Arten sind: Echium decaisnei, Plocama pendula, Periploca laevigata und Rubia fruticosa.
Zerstörtem Sukkulentenbusch folgen Arten wie Euphorbia regis-jubae, Launaea arborescens und Neochamaelea pulverulenta.

### Thermosklerophylle Vegetation
Diese Zone wird nicht durch eine homogene Pflanzengesellschaft dominiert, sondern ist je nach Ausrichtung des Standortes und Insel sehr unterschiedlich ausgeprägt. Bestimmend sind jedoch gemäßigte Temperaturen zwischen 16 und 18 °C und gemäßigtem Wassermangel. Der durchschnittliche Jahresniederschlag liegt bei weniger als 500 mm, im Sommer kommt es zu Wassermangel. In einem Streifen von 50 bis 500 Meter gedeihen hier viele wärmeliebende Hartlaubgewächse. Da sich dieser Bereich sehr gut für die Landwirtschaft eignet, wurde die natürliche Vegetation stark zurückgedrängt. Erwähnenswert sind folgende Formationen:
- Natürliche Bestände des Olivenbaums (Olea europaea subsp. cerasiformis) im Westteil Gran Canarias.
- Pistacia atlantica im Westteil von Gran Canaria
- Pistacia lentiscus im Nordosten von Gran Canaria zwischen 300 und 500 Meter.
- Palmenhaine aus Phoenix canariensis wachsen von Küstenstandorten, die nicht direkt vom Meer beeinflusst sind, bis in Höhen von 600 m. Schöne Bestände gibt es noch auf Gran Canaria und La Gomera.
- Wacholder-Vegetation, dominiert von Juniperus phoenicea subsp. canariensis auf Gomera und Hierro.

### Lorbeerwälder der thermokanarischen Stufe

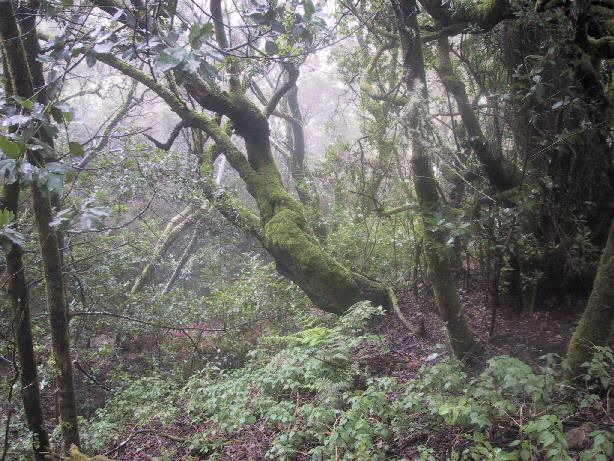
Lorbeerwald auf La Gomera

Dieser immergrüne Wald entstand im Tertiär und war auch in Europa weit verbreitet, bevor er von den Eiszeiten ausgelöscht wurde.
Unter dem Einfluss der Passatwolken zwischen 400 und 1.500 Metern Höhe herrschen bei einer Jahrestemperatur von rund 10° bis maximal 15 °C und Niederschlagsmengen von etwa 700 bis 1.000 mm jährlich ausreichende Entwicklungsbedingungen für diese Reliktvegetation. Kennzeichnend für den Lorbeerwald sind die vier bestandsbildenden Lorbeergewächse (Lauraceae): Azoren-Lorbeer (Laurus azorica), Persea indica, Apollonias barbujana sowie Ocotea foetens. Lorbeerwälder fehlen auf Lanzarote und Fuerteventura und sind auf den restlichen Inseln in unterschiedlich gutem Erhaltungszustand anzutreffen. Schöne Bestände finden sich noch im Anaga-Gebirge auf Teneriffa, Nationalpark Garajonay auf La Gomera und im Naturschutzgebiet Los Tilos auf La Palma. Auf der Insel La Palma sind für die Lorbeer- und die Baumheide-Buschwälder auch deren begleitende Pilze systematisch erforscht worden.
Bei mit der Höhe zunehmender Trockenheit, aber auch nach Rodung der Lorbeerwälder gehen diese in Baumheide-Buschwälder (Fayal-Brezal) über, die von Erica arborea und Myrica faya dominiert werden. Dies unterstützt die Relikthypothese, da Reliktarten es nach einer Entnahme nicht mehr schaffen, sich zu regenerieren.

### Kanarenkiefernwälder der mesokanarischen Stufe
Die Kiefernwälder zwischen 1.200–2.000 Metern Höhe sind sehr artenarme Formationen, die hauptsächlich von der Kanaren-Kiefer (Pinus canariensis) dominiert werden. Je nach Ausrichtung des Standortes kommen diese Wälder an windgeschützten Stellen oberhalb der thermophilen Vegetation vor, an der Luvseite oberhalb der Lorbeerwälder. Im Unterholz finden sich an trockenen Standorten die Zistrosen Cistus monspeliensis und Cistus symphytifolius. An feuchteren Standorten gedeihen vorwiegend Erica arborea und Chamaecytisus proliferus. Auf La Palma sind für die Kiefernwälder auch deren begleitende Pilze systematisch erforscht worden.

### Suprakanarische Stufe

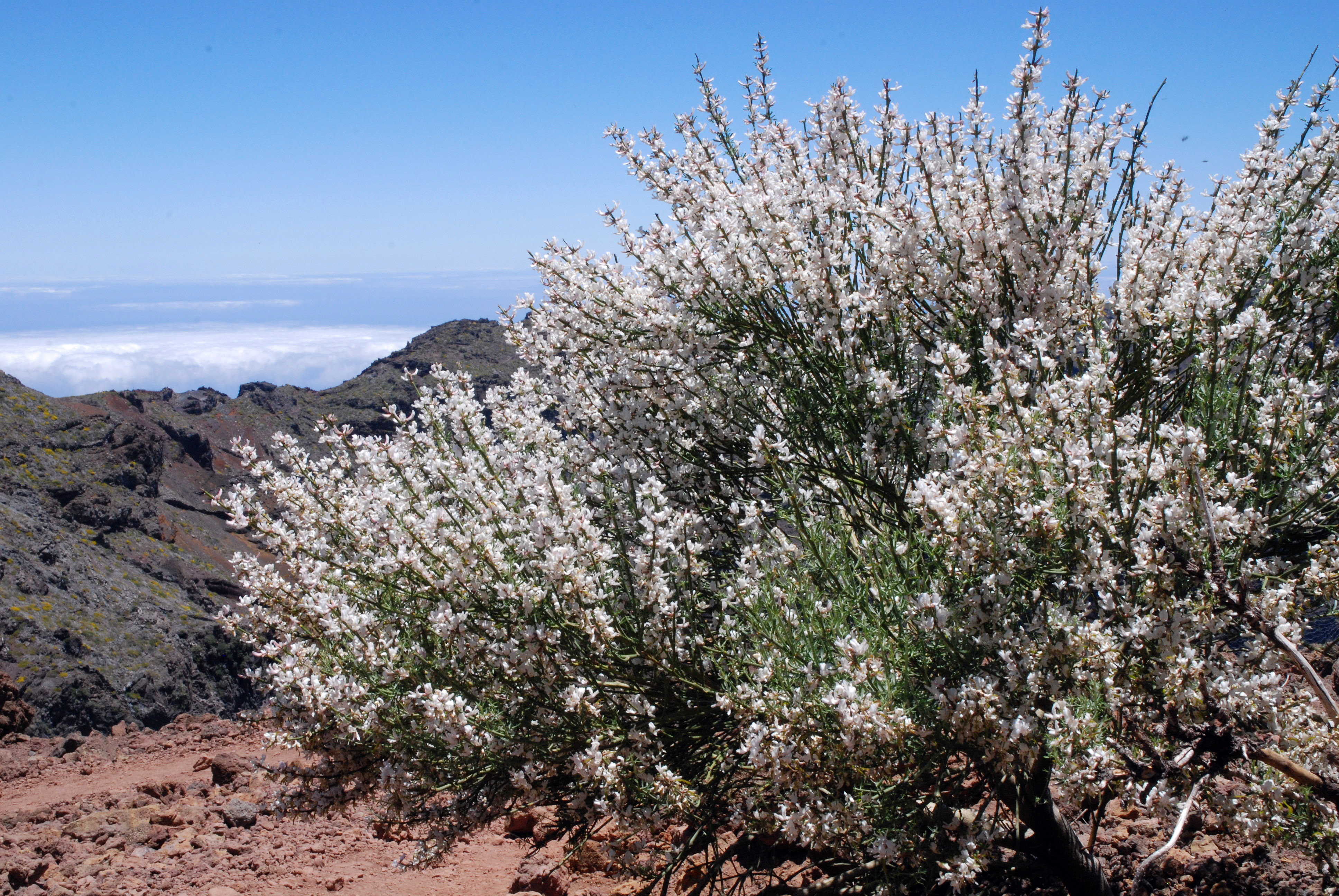
Teideginster (Cytisus supranubius) auf 2.400 Meter

In Höhen oberhalb von 2.000 Metern, die nur mehr in Teneriffa und La Palma erreicht werden, wo aufgrund der klimatischen Bedingungen keine Bäume mehr wachsen können, dominieren vor allem niedrige Sträucher. Auf Teneriffa ist dies vor allem der Teideginster (Cytisus supranubius), während auf La Palma Adenocarpus viscosus vorherrscht. Zusammen mit diesen Arten wachsen auch viele endemische Pflanzen, wobei der Endemitenanteil in dieser Höhenstufe bei 80 Prozent liegt. Erwähnenswert sind etwa: Genista benehoavensis, Descurainia bourgeauana, Echium wildpretii, Pterocephalus porphyranthus, Micromeria lasiophylla, Erysimum scoparium. Die Vegetation dieser subalpinen Höhe besitzt große Bedeutung als Erosionsschutz und diente früher in den Frühlings- und Sommermonaten als Futterpflanzen, vor allem für Ziegen.
In Höhen über 2.800 Metern, die nur auf Teneriffa erreicht werden, gedeihen nur mehr sehr wenige Pflanzen wie etwa das Teide-Veilchen (Viola cheiranthifolia).

### Sonderstandorte
Die besondere Orografie der Kanaren mit tief eingeschnittenen Schluchten (Barrancos), Klippen (Riscos) und Steilhängen bietet einen Sonderstandort für viele endemische Pflanzen. Die felsigen Schluchten durchlaufen teilweise sämtliche Höhenstufen der jeweiligen Insel. Entsprechend unterschiedlich zeigt sich die dort angesiedelte Flora. Beispiele hierfür sind: Riscos de Famara auf Lanzarote, die Felslandschaft von Jandia auf Fuerteventura, Tenteniguada oder Tirajana auf Gran Canaria, Anaga-Gebirge auf Teneriffa, El Golfo auf der Insel Hierro, Caldera de Taburiente auf La Palma und Garajonay auf Gomera.
In den Felsfluren der Steilküsten und Klippen dominieren vor allem Arten des halophilen Gürtels. Die Pflanzenwelt der höheren Stufen weist eine größere Diversifizierung auf und enthält viele endemische Arten, insbesondere der Gattungen Aeonium, Aichryson, Sonchus und Carlina.

### Exotische Ziergehölze, Stauden und Blumen
Aus der Familie der Trompetenbaumgewächse sind u. a. der Rosa Trompetenwein, der Afrikanische Tulpenbaum und der Jacaranda-Baum, aus der Familie der Hundsgiftgewächse der Oleander, der Schellenbaum, die Madagaskarpalme und die Westindische Frangipani, aus der Familie der Mytrengewächse die Ananas-Guave, der Manuku-Baum (Leptospermum scoparium), der Neuseeländische Weihnachtsbaum, der Papierrinden-Baum (Melaleuca leucodendron), die Erdbeerguave, aus der Familie der Nachtschattengewächse die Engelstrompete, der Enzianstrauch und der Goldkelch (Solandra maxima) und aus der Familie der Streliziengewächse sowohl die Königs-Strelizie als auch der Baum der Reisenden vertreten. Aus der Familie der Hülsenfrüchtler sind die duftende Akazie, die weißköpfige Mimose, die stachelige Parkinsonie, der Paradiesvogelstrauch, die Buntfarbene Bauhinie, die mexikanische Kassie, der Flammenbaum oder der Korallenbaum häufig. Weitere exotische Zierpflanzen sind der Meertraubenbaum, die Bronze-Banane (Musa ornata), der Peruanische Pfefferbaum, der Schraubenbaum, der Kasuarbaum oder die Norfolk-Tanne.
Aus der Familie der Palmengewächse sind die Kokospalme, die Forstersche Kentia, die Mexikanische Washington-Palme, die Goldfruchtpalme, die Bismarckpalme, die Chinesische Schirm-Palme und die Königspalme weit verbreitet.
Zahlreiche Sukkulenten wie Kakteen (hier vor allem Opuntien), sukkulente Euphorbien, Mittagsblumengewächse, Dickblattgewächse, Agaven oder Aloen werden als Zierpflanzen angebaut und kommen auch teilweise verwildert vor.

### Exotische Nutzpflanzen
Wegen ihrer Früchte werden vor allem Bananen, die Feige, Zitronen und andere Zitrusfrüchte, die Papaya, der Mangobaum, die Echte Guave, die Baumtomate, die Cherimoya, die Japanische Wollmispel, die Ananas, der Avocadobaum, der Kaffeepflanze, die Mandel, Oliven oder der Weinstock angebaut. Bedeutende Rebsorten sind Listán Negro, Listán Blanco, Negramoll, Albillo, Malvasia, Cabernet, Pinot noir, Pedro Ximenéz oder Syrah.
Weitere Nahrungspflanzen sind mehrere Sorten kanarischer Tomaten und Kartoffeln (Papas arrugadas), Paprika, Auberginen, Artischocken, die Rhizome des Taro und das Zuckerrohr.
Für kosmetische und pharmazeutische Zwecke werden Rizinus und die Aloe vera angebaut.
Außerdem wird Tabak für die Herstellung kanarischer Zigarren angebaut.
Die Kanaren waren einst eines der Hauptanbaugebiete diverser Flechtenarten der Gattung Roccella aus der purpurroter Farbstoff Orseille gewonnen wurde. Ebenfalls für die Gewinnung eines roten Farbstoffes, des Karmin, aus der Cochenilleschildlaus war der Feigenkaktus eine Zeit lang von wirtschaftlicher Bedeutung für die Kanarischen Inseln. Heute werden die Früchte noch auf den Märkten als Obst verkauft.
Das oft verwildert vorkommende Eiskraut aus der Familie der meist sukkulenten Mittagsblumengewächse wurde früher zur Sodagewinnung angepflanzt und kann auch als Salat verwendet werden. Die ebenfalls meist auf Ödland oder Dünen verwilderte Essbare Mittagsblume kann dank ihres süßen Fruchtfleisches zu Marmelade verarbeitet werden. Der geleeartige Saft kann ähnlich wie bei der Echten Aloe zur Heilung von Verbrennungswunden oder zur Wundreinigung verwendet werden.

## Botanische Gärten, Nationalparks, Naturparks etc.

### Botanische Gärten und private Gärten
- Jardín Botánico (Jardín de aclimatación de La Orotava) in Puerto de la Cruz (Teneriffa): 1788 gegründet, 1860 übernahm Hermann Wildpret die Leitung, ca. 20.000 m², soll auf 55.000 m² vergrößert werden.
- Hijuela del Botánico in La Orotava (Teneriffa): Außenstelle des Jardín Botánico, ca. 3.390 m²
- Jardin Victoria (Jardines del Marquesado de la Quinta Roja) in La Orotava (Teneriffa): Gartenanlage mit einem (nie genutzten) Mausoleum für den VIII Marqués de la Quinta Roja
- Jardin „Juan Acosta Rodríquez“ im Stadtteil El Mayorazgo von La Orotava neben dem Besucherzentrum „Telesforo Bravo“ befindet sich ein Ziergarten der einheimischen Flora Teneriffas benannt nach dem Stadtrat, der 1917 die Schaffung des Teide-Nationalparks forcierte
- Sitio Litre Garten in Puerto de la Cruz (Teneriffa): ca. seit 1730 vom Schotten John Paisley angelegt,
- Palmetum in Santa Cruz de Tenerife (Teneriffa): 2014 auf ehemaliger Mülldeponie gegründet, ca. 12 Hektar (120.000 m²)
- Drago Park in Icod de los Vinos (Teneriffa), Wahrzeichen des Parks ist der Drago Milenario, 1997–2007 von Professoren der Universität La Laguna entworfen
- Parque Cultural MARIPOSA in Arona-Túnez(Teneriffa), der von mehr als 80 Künstlern innerhalb von 15 Jahren gestaltete Kulturpark mit individuellen Häusern und Jurten, eingebettet in einen 25.000 m² großen Park mit einer subtropischen Pflanzenwelt im Südwesten Teneriffas, ab 1993 als Projekt des deutschen Galeristen Hans Jürgen Müller begonnen.
- Jardín Botánico Canario Viera y Clavijo in Tafira Alta (Gran Canaria): 1959 eröffnet, ca. 27 Hektar (270.000 m²), benannt nach dem kanarischen Universalgelehrten José Viera y Clavijo. Der botanische Garten der Kanaren ist das Lebenswerk Erik Ragnar Svensson, sein Nachfolger wurde 1974 der britische Botaniker und Autor zahlreicher Bücher zur Flora der KanarenDavid Bramwell (1942–2022)
- Huerto de las Flores in der Altstadt von Agaete (Gran Canaria), Ende des 19. Jahrhunderts von der Familie De Armas angelegt und seit 1975 im Besitz der Stadt Agaete
- Palmitos Park (Gran Canaria) Tierpark und botanischer Garten In Maspalomas, gegründet 1978, 240.000 m²
- Las Magnolias bei Tafira (Gran Canaria), öffentlich zugänglicher privater Garten
- Jardín de la Marquesa (Las Palmas), privater Garten in Arucas, um 1880 angelegt, 500 m², Schwerpunkte: Araukarien, Palmen, Jacaranda, Kanarischer Drachenbaum,
- Jardín de Cactus[8] in Guatiza (Lanzarote): ab 1976 von César Manrique und Jesus Soto entworfen, der Jardín de Cactus wurde erst 1989 auf einer aufgelassenen Müllgrube errichtet und 1990 eröffnet, 5.000 m²
- Jameos del Aqua in Haria (Lanzarote), 1966 von César Manrique gestaltete Gartenanlage, Kultur- bzw. Konzertlokation und Museum mit einer Salzwassergrotte in einer teilweise eingestürten Lavahöhle des Monte Corona
- Oasis Wildlife (Fuerteventura) Tierpark und botanischer Garten (vor allem Sukkulenten): 800.000 m²
- Botanischer Garten Vallehermoso (La Gomera): mit EU-Geldern gefördert, formal nie eröffnet, etwas verwildert, respektvolle Touristen wurden bisher toleriert

### Nationalparks
- Nationalpark El Teide (Parque Nacional del Teide): Teneriffa, 1954 gegründet, 18.990 ha, die Habitate reichen vom Kanarischen Kiefernwald bis zur alpinen Region des Teide, Das Besucherzentrum „Telesforo Bravo“ befindet sich im Stadtteil El Mayorazgo von La Orotava
- Nationalpark Caldera de Taburiente (Parque Nacional de la Caldera de Taburiente): La Palma, 1954 gegründet, 4.690 ha
- Nationalpark Timanfaya (Parque Nacional de Timanfaya): Lanzarote, 1974 gegründet, 5.107 ha, wird auch als Montanas del Fuego bzw. Feuerberge bezeichnet
- Nationalpark Garajonay (Parque Nacional de Garajonay): La Gomera, 1978 gegründet, 3.986 ha, Besucherzentrum „Juego de Bolas“ bei La Palmita im Norden von La Gomera

### Naturschutzgebiete, Naturparks und Landschaftsparks
- Teno, Landschaftspark im Teno-Gebirge mit dem Lorbeerwald Monte del Agua auf Teneriffa mit Besucherzentrum in El Palmar
- Anaga, Landschaftspark im Anaga-Gebirge auf Teneriffa
- Roques de Anaga,Naturschutzgebiet im Landschaftspark Anaga auf Teneriffa, genehmigungspflichtig!
- El Pijaral, Naturschutzgebiet im Landschaftspark Anaga auf Teneriffa, genehmigungspflichtig!
- Monte de Aguirre, Naturschutzgebiet im Landschaftspark Anaga auf Teneriffa, genehmigungspflichtig!
- Roques de Dentro, Naturschutzgebiet im Landschaftspark Anaga auf Teneriffa, nur über das Meer erreichbar, genehmigungspflichtig!
- Ijuana, Naturschutzgebiet an der Ostspitze Teneriffas, ca. 920 ha Fläche, genehmigungspflichtig!
- El Pijaral, Naturschutzgebiet auf Teneriffa mit Lorbeerwäldern, dem Roque de Anambro und dem Roque Chinobre, ca. 300 ha Fläche, genehmigungspflichtig!
- Cumbre Vieja, Naturpark im Bereich der Vulkankette Cumbre Vieja im Süden von La Palma
- Tamadaba, Naturpark auf Gran Canaria, 1987 gegründet, ca. 7500 ha Fläche
- Bandama, Naturpark mit dem Vulkankrater Caldera de Bandama und dem Pico de Bandama auf Gran Canaria, ca. 325,7 ha Fläche
- Pilancones, Naturpark mit Pinienwäldern, Palmen und Drachenbäumen im Süden von Gran Canaria
- Parque Rural de Doramas, Landschaftspark mit Lorbeerwäldern auf Gran Canaria
- Parque Rural de Betancuria, Landschaftspark bei Betancuria im Westen von Fuerteventura, 16. 544 ha Fläche, seit 1984 als Naturpark, ab 1994 als Landschaftspark klassifiziert, Habitate: Trockenwiesen/Steppen, Maccia, Sand- und Gesteinsformationen, außerdem beinhaltet der Park das einzige Waldgebiet der Insel.

### Kanarische Flora
- Thomas Muer, Herbert Sauerbier, Francisco Cabrera Calixto: Die Farn- und Blütenpflanzen der Kanarischen Inseln. Margraf Publishers, Weikersheim 2016, ISBN 978-3-8236-1721-1.
- Günther Kunkel: Die Kanarischen Inseln und ihre Pflanzenwelt (2. Auflage). Gustav Fischer Verlag, Stuttgart / New York 1987, ISBN 3-437-20376-2.
- Ingrid Schönfelder, Peter Schönfelder: Kosmos Atlas Mittelmeer- und Kanarenflora. Über 1600 Pflanzenarten. 2. Auflage. Franckh-Kosmos, Stuttgart 2002, ISBN 3-440-09361-1.
- Peter Schönfelder, Ingrid Schönfelder: Die Kosmos-Kanarenflora – über 1000 Arten und 60 tropische Ziergehölze. Franckh-Kosmos, Stuttgart 2012, ISBN 978-3-440-12607-3.
- Mara Nieves, González Henriquez, Julio D. Rodrigo Pérez, Carlos Suárez Rodriquez: Flora y Vegetacion del Archipielago Canario. Edirca, Las Palmas de Gran Canaria 1986, ISBN 84-85438-47-7.
- Juan-Alberto Rodríguez Pérez: Die exotische Pflanzenwelt auf den kanarischen Inseln, Editorial Everest, S. A., Madrid 1990, ISBN 84-241-4495-3.
- Per Sunding: The Vegetation of Gran Canaria, Universitetsforlaget, Oslo 1972.
- David Bramwell, Zoë Bramwell: Wild Flowers of the Canary Islands. Escmo. Cabildo Insular de Tenerife, 1974, ISBN 0-85950-010-1.
- David Bramwell, Zoë I. Bramwell: Flores Silvestres de las Islas Canarias. Editorial Rueda, Madrid 1999, ISBN 84-7207-062-X.
- David Bramwell, Zoë I. Bramwell: Kanarische Flora – illustrierter Führer. Editorial Rueda, Madrid 1993, ISBN 84-7207-027-1.
- Hans-Helmut Schaeffer: Pflanzen der Kanarischen Inseln – Plants of the Canary Islands. 2., erweiterte Auflage. Kanaren-Verlag, Ratzeburg 1967.
- Rolf Goetz: Die subalpine Gebirgsflora in Teneriffas Nationalpark Teide. In: Palmengarten. Frankfurt 81/2. 81. Jg. 2017, ISSN 0176-8093, S. 107–115.
- Rolf Goetz: Flora der Kanarischen Inseln. Bergverlag Rother, München 2017, ISBN 978-3-7633-6102-1.
- Ewald Kajan: Wild- und Zierpflanzen der Kanarischen Inseln. IHW-Verlag, Eching 2001, ISBN 3-930167-48-4.
- Hubert Möller: Kanarische Pflanzenwelt. Bambi-Verlag, Puerto de la Cruz 1967.
- Hubert Möller: Kanarische Pflanzenwelt (Abschlussband). Litografia Romero S.A., Puerto de la Cruz 1980, ISBN 84-400-7625-8.
- Bruno Foggi, Andrea Innocenti: Blumenwelt der Kanaren. Comercial Athenum S.A., Barcelona 1999, ISBN 88-476-0234-3.
- Miquel Ángel Cabrera Pérez: Besichtigung – Die einheimische Flora der Kanarischen Inseln. Editorial Everest, León 1999, ISBN 84-241-3550-4.
- Ángel Bañares Baudet: Las Plantas Suculentas (Crassulaceae) Endémicas de las Islas Canarias. Turquesa Editiones, Santa Cruz de Tenerife 2015, ISBN 978-84-92648-02-3.
- José Manuel Sánchez de Lorenzo-Cáceres: Plantas suculentas de las Islas Canarias, ACUA (o. J., 105 S.).[9]
- Ernst H. Jager: Gomeras Pflanzenwelt in Reimen. 4. Auflage. Hupfauf-Druck, Schrobenhausen 2018, ISBN 978-3-00-035268-3.
- Andrea Müller, Thomas K. Müller: Pflanzenführer Kanarische Inseln – Pflanzen auf La Gomera. Goldstadtdruck, Pforzheim 1996.
- Hermann Schmidt: Pflanzen auf Teneriffa – ein naturkundlicher Führer. Basilisken-Presse, Marburg an der Lahn 1997, ISBN 3-925347-41-0.
- Gilberto M. Cruz Trujillo: Flora vascular del Parque Nacional de Timanfaya (Lanzarote, Islas Canarias), Naturaleza Y Parques Nacionales, La Lagune 2004, ISBN 84-8014-554-4.
- Ulrike Strecker, Horst Wilkens: Pflanzen entdecken - Lanzarote und Fuerteventura. Naturalanza, 2019, ISBN 978-3-942999-10-6.
- Brigitta Erschbamer (Leitung): Auslandsexkursion Tenerife – 29.04. bis 6.5. 2016. Institut für Botanik, Universität Innsbruck, Online-Exkursionsbericht.
- Joël Lodé: Sukkulenten auf den Kanarischen Inseln.Turquesa, Santa Cruz de Tenerife 2010, ISBN 978-84-02648-35-8 (englisch, spanisch, deutsch).

### Zierpflanzen/Nutzpflanzen
- David Bramwell, Zoë I. Bramwell: Gärten der Kanarischen Inseln. Editorial Rueda, Madrid 1995, ISBN 84-7207-084-0.
- David Bramwell, Zoë I. Bramwell: Jardines de Canarias I – Flores Ornamentales. Editorial Rueda, Madrid 1983, ISBN 84-7207-030-1.
- David Bramwell, Zoë I. Bramwell: Jardines de Canarias II – Cactus y Plantes Crassas. Editorial Rueda, Madrid 1984, ISBN 84-7207-036-0.
- David Bramwell, Zoë I. Bramwell: Jardines de Canarias III – Plantas Utiles. Editorial Rueda, Madrid 1985, ISBN 84-7207-044-1.
- Andres Garcia Cabezon: Botanischer Garten von Orotavia - Beschreibender Führer. 7. Auflage,  Litio. A. Romero S.A., Teneriffa 1973.
- David Bramwell: Führer des Palmitos Park. Editorial Rueda, Madrid 1987, ISBN 84-7207-035-2.
- Pascal Garbe: Jardín de Cactus - Natur, Kunst, Kultur. Centro de Arte, Culturally y Turismo, Lanzarote 2018, ISBN 978-84-120022-7-0.
- Guillermo Benigno Perdomo Perdomo: Lanzarote – Der Kakteengarten, Aufzeichnungen eines Gärtners. 3. Auflage. Cabildo de Lanzarote, Las Palmas de Gran Canaria 2013, ISBN 978-84-95938-40-4.
- Joel Lodé: Plantas suculentas de las islas canarias, Turquesa 2010.

### Kanarische Naturführer
- Rolf Goetz: Kanarische Inseln – Botanische Wanderungen. Bergverlag Rother, München 2017, ISBN 978-3-7633-3166-6.
- Richard Pott, Joachim Hüppe, Wolfredo Wildpret de la Torre: Die Kanarischen Inseln – Natur- und Kulturlandschaften. Verlag Eugen Ulmer, Stuttgart 2003, ISBN 3-8001-3284-2.
- Hans-Heinrich Vogt: Teneriffa in Farbe - Reiseführer für Naturfreunde, Kosmos Bibliothek - Franckh‘sche Verlagsbuchhandlung, Stuttgart 1976, ISBN 3-440-00289-6.
- Horst Wilkens, Ulrike Strecker: Teneriffa - Blaue Finken. Blütenpracht, Natur-Reiseführer. Naturalanza, Hamburg 2014, ISBN 978-3-942999-04-5.
- Salvador López Herrera: Die Kanarischen Inseln - ein geschichtlicher Überblick, Editorial Dosbe, Madrid 1978, ISBN 84-400-4705-3.
- Pedro Hernández Hernández: Natura y cultura de las Islas Canarias. 6. Edición. Tafor Publicaciones, La Laguna 1999, ISBN 978-84-922431-1-2.

### Kanarische Parkanlagen
- Hans-Jürgen Müller: Mariposa - Zauber eines Gartens . Magic Garden . Jardín Encantado, Ernst Wasmuth Verlag, Tübingen/Berlin 2007, ISBN 978-3-8030-3323-9.